# 田鎖高行
田鎖 高行（たくさり たかゆき）は、江戸時代後期の盛岡藩士。通称は左膳・六兵衛とも。号は修古堂。孫に田鎖綱紀（日本速記術の創始者）がいる。

## 略歴
田鎖氏は閉伊氏の嫡流とされる一族。用人・元締・勘定奉行御側兼帯・近習頭を務める。越後流兵学の免許皆伝であった。
暗君で知られる南部利済の側近として仕え悪政を敷いたため、石原汀、川島杢左衛門と共に「君側の三奸」と呼ばれ、領民から恨まれ三閉伊一揆を誘発した。嘉永2年（1849年）、隠居した利済が以前から不仲であった子の南部利義を廃立すると、江戸で東条一堂に師事していた藩医の江幡春庵らが反対運動を起こす。左膳はこれを厳しく処罰して投獄したため、春庵は獄中で服毒自殺した。弟の那珂通高はこれを恨み、参勤交代の隙をついて左膳を暗殺しようと企て、盟友の吉田松陰、宮部鼎蔵と共に盛岡へ向けて出立するも時期を逃し失敗した。嘉永4年（1851年）、加判役（家老）となる。
安政元年（1855年）、第2次三閉伊通一揆の影響で、利済を参府の上謹慎を命じられ、石原汀、川島杢左衛門らと共に左膳は失脚し、藩政から遠ざかることとなる。